# Gare d’Étival-Clairefontaine
Gare d’Étival-Clairefontaine vasútállomás Franciaországban, Étival-Clairefontaine településen.

## Vasútvonalak
Az állomást az alábbi vasútvonalak érintik:
- Lunéville-Saint-Dié-vasútvonal

## Kapcsolódó állomások
A vasútállomáshoz az alábbi állomások vannak a legközelebb:
- Gare de Raon-l'Étape
- Gare de Saint-Michel-sur-Meurthe